# Station Tilburg Reeshof
Station Tilburg Reeshof is een Tilburgs spoorwegstation dat westelijker ligt dan station Tilburg Universiteit en 6,5 kilometer van station Tilburg dat aan de oostkant van de stad ligt. Het station werd op 14 december 2003 geopend, ten behoeve van de ontsluiting van Stadsdeel Reeshof dat sinds de eerste bouwfase in 1980 kampte met ernstig tekortschietend openbaar vervoer en in de spits ook per auto nauwelijks bereikbaar was door opstoppingen. Maar inmiddels is de Burgemeester Letschertweg/N260 aangelegd, die snelweg A58 (tussen Breda en Eindhoven) verbindt met de Midden-Brabantweg/N261 (tussen Tilburg-Noord en Waalwijk).
Het station ligt aan de spoorlijn Breda – Tilburg.

## Bediening per trein
| Serie | Treinsoort    | Route                                                                                         | Bijzonderheden                                                                 |
| ----- | ------------- | --------------------------------------------------------------------------------------------- | ------------------------------------------------------------------------------ |
| 6600  | Sprinter (NS) | Dordrecht – Breda – Tilburg Reeshof – Tilburg – 's-Hertogenbosch – Nijmegen – Arnhem Centraal | Rijdt alleen doordeweeks tot 19:00 uur tussen Nijmegen en Arnhem Centraal v.v. |

## Afbeeldingen

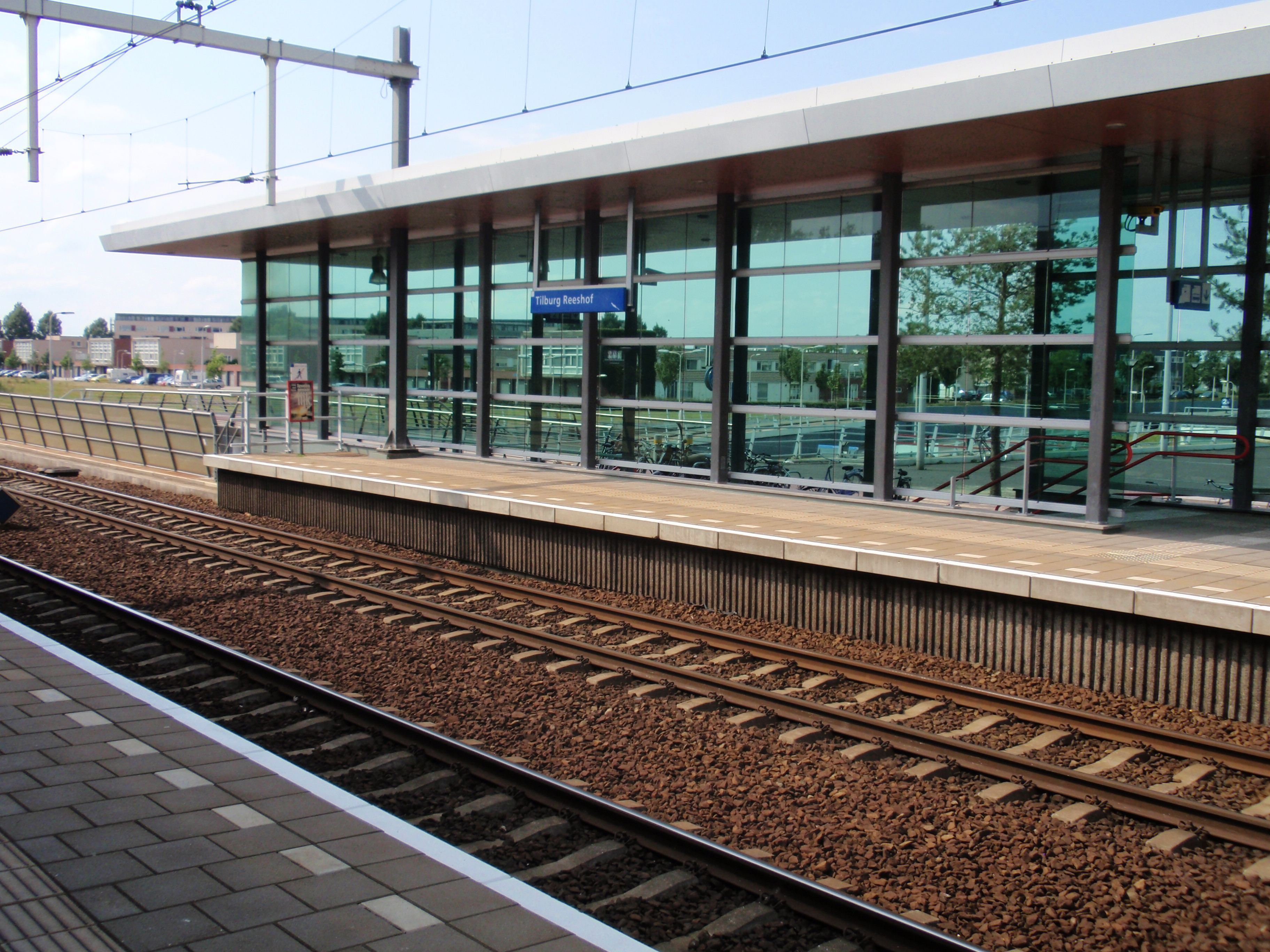
In het station
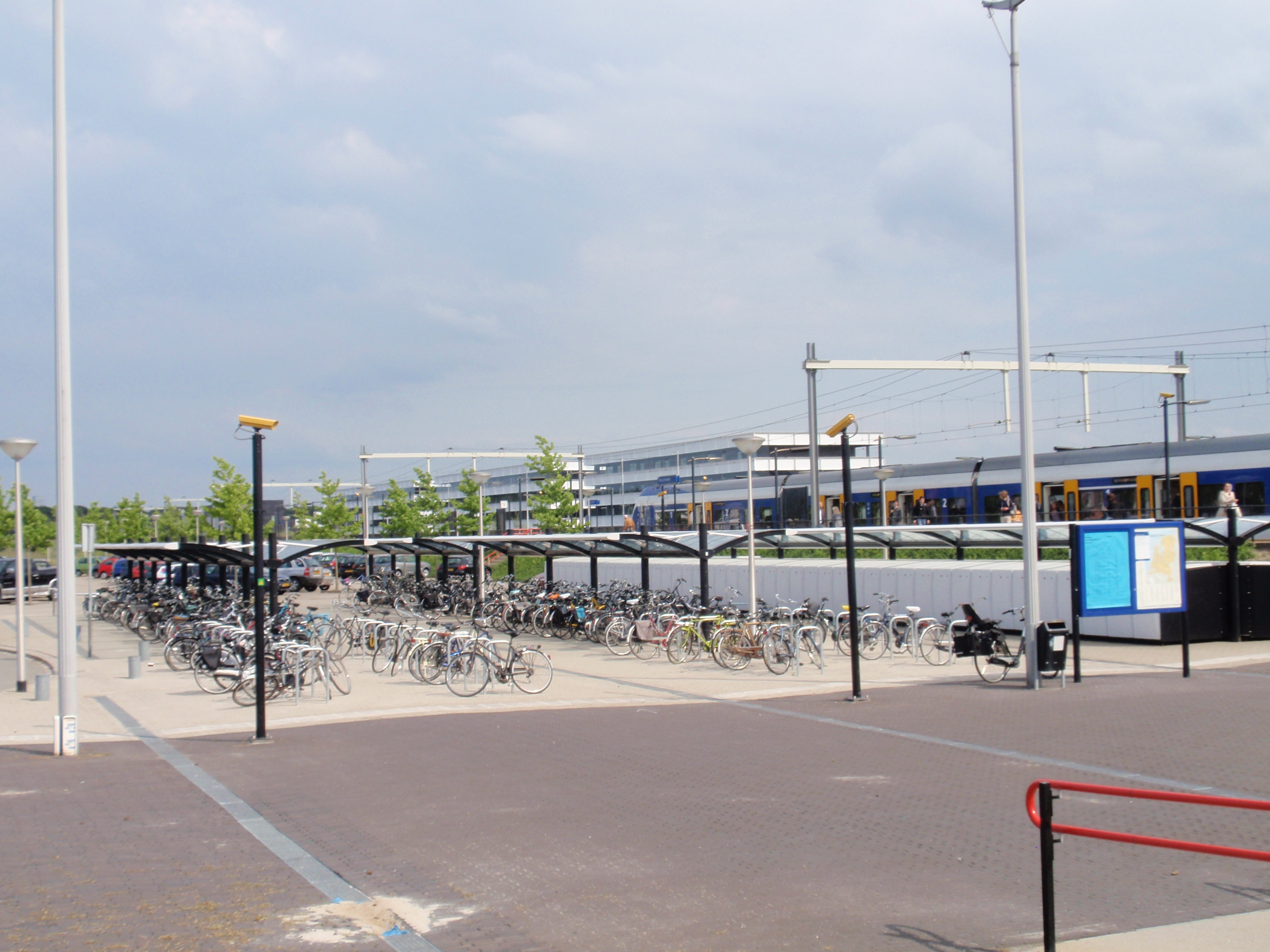
Een van de beschikbare aanliggende fietsenstallingen
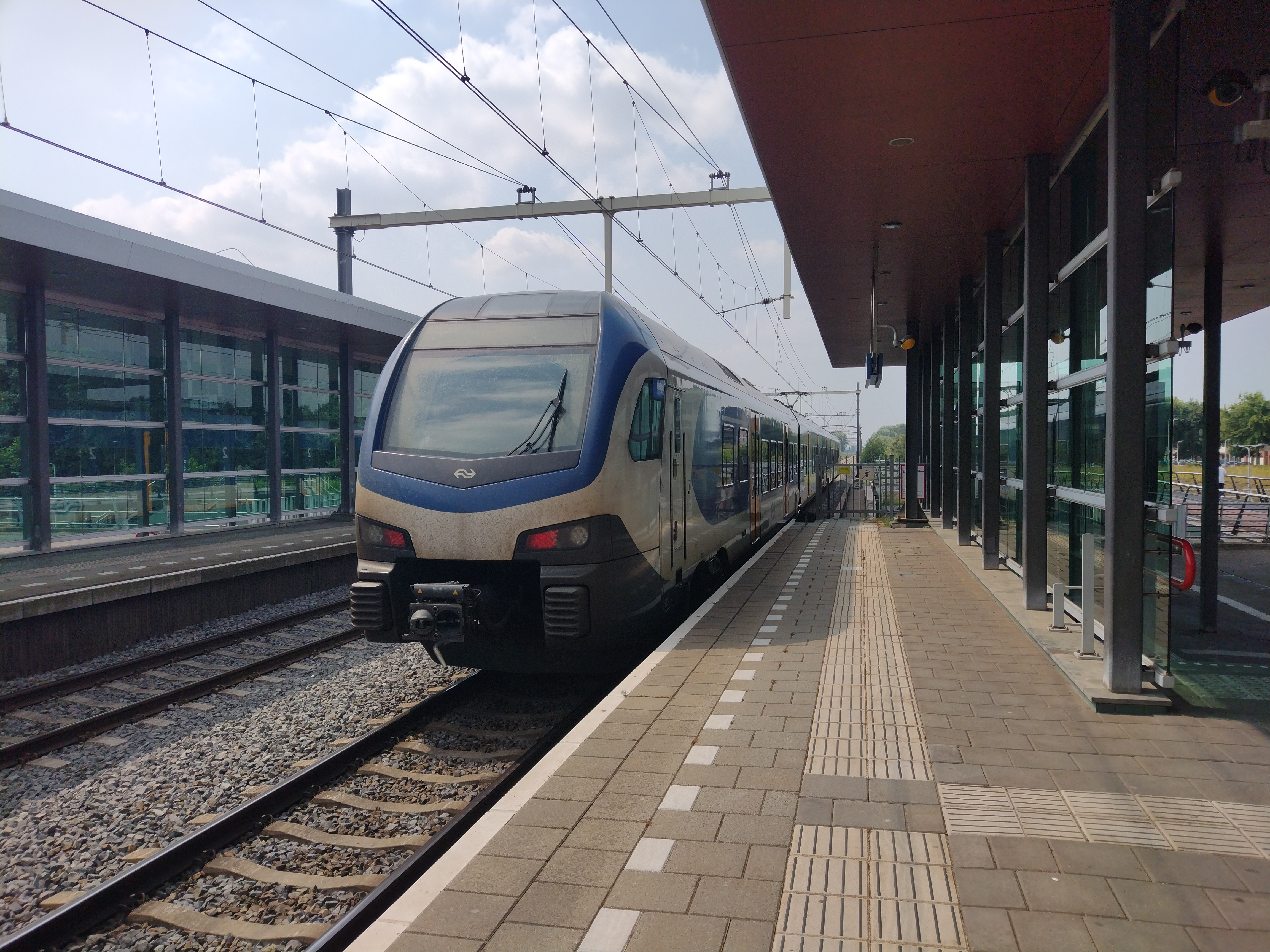
NS FLIRT op het station
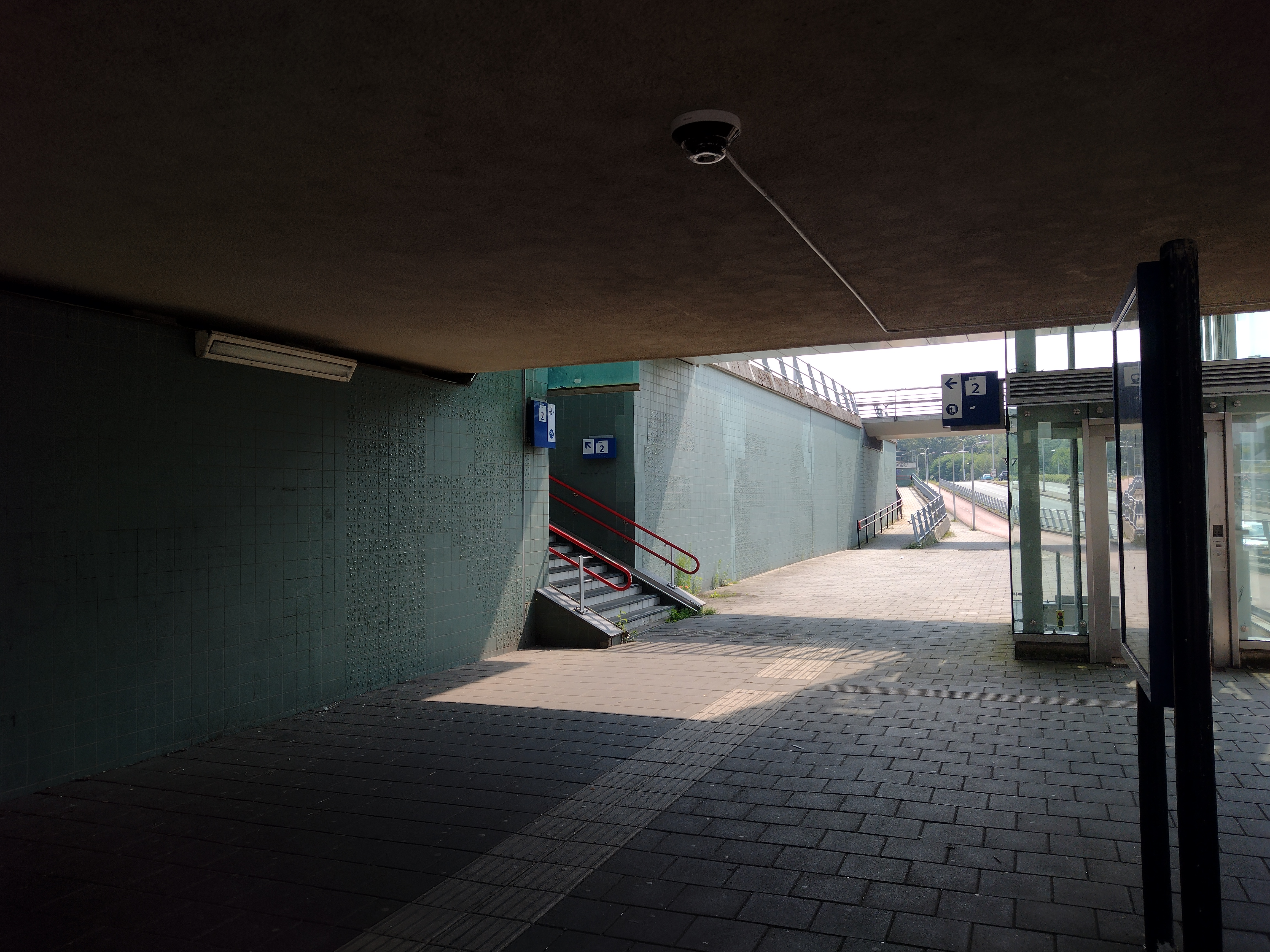
Tunnel onder de sporen
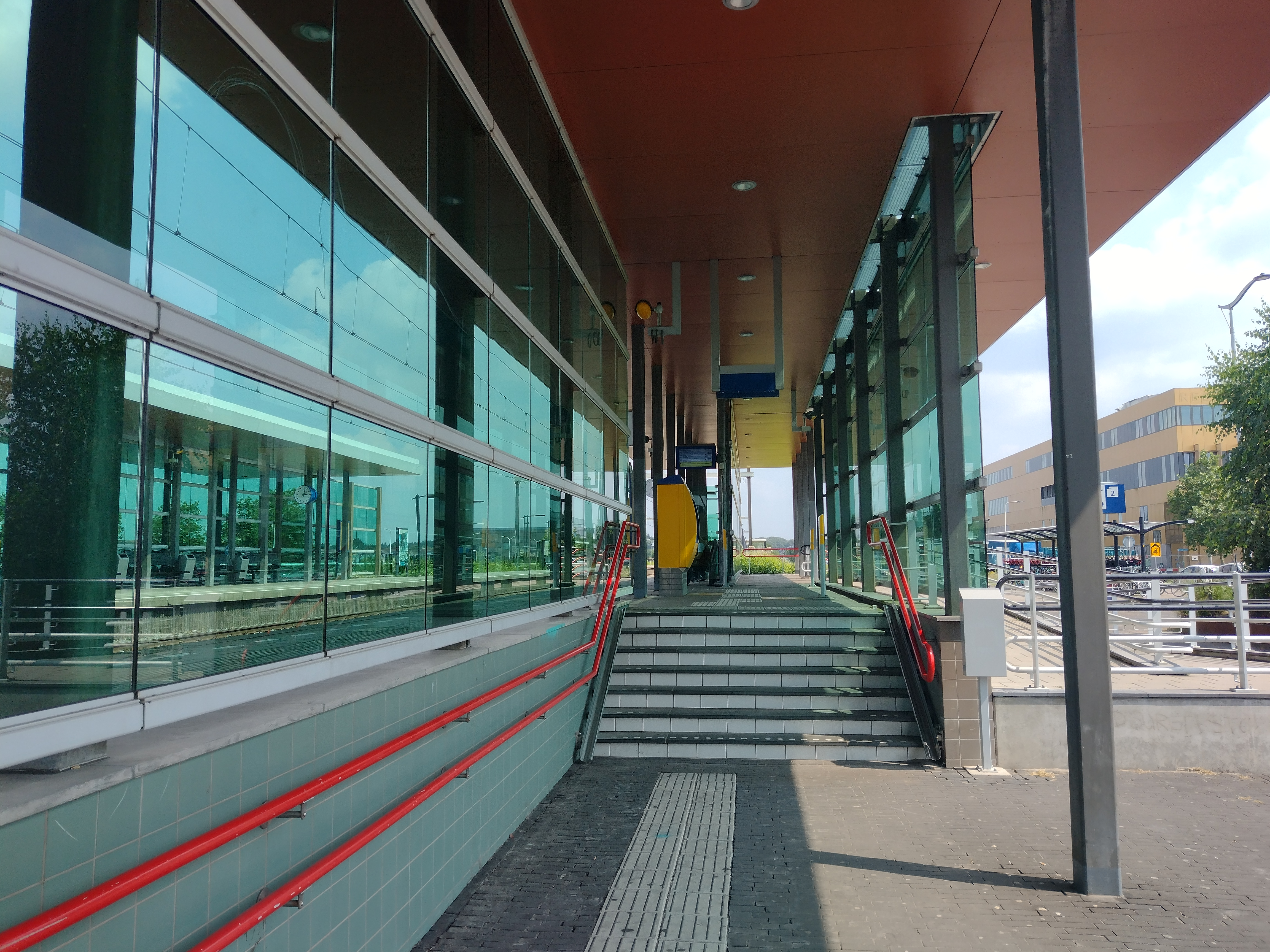
Trap naar het perron met spoor 2

## Ontwikkeling aantal reizigers
Het aantal door NS vervoerde reizigers (per gemiddelde werkdag) ontwikkelde zich sedert 2019 als volgt:
| Jaar | Aantal reizigers |
| ---- | ---------------- |
| 2019 | 3.146            |
| 2020 | 1.490            |
| 2021 | 1.624            |
| 2022 | 2.393            |
| 2023 | 2.766            |
| 2024 | 2.646            |

Bergen op Zoom · 
Best · 
Boxmeer · 
Boxtel · 
Breda · 
-Prinsenbeek · 
Cuijk · 
Deurne · 
Eindhoven:
-Centraal · 
-Stadion · 
-Strijp-S ·
Etten-Leur · 
Geldrop · 
Gilze-Rijen · 
Heeze · 
Helmond · 
-Brandevoort ·
-Brouwhuis · 
-'t Hout · 
's-Hertogenbosch · 
-Oost · 
Lage Zwaluwe · 
Maarheeze · 
Oisterwijk · 
Oss ·
-West · 
Oudenbosch · 
Ravenstein · 
Roosendaal · 
Rosmalen · 
Tilburg · 
-Reeshof · 
-Universiteit · 
Vierlingsbeek · 
Vught · 
Zevenbergen
Voormalige stations: zie de lijst van voormalige spoorwegstations in Noord-Brabant